# Садаказу Танигаки
Садаказу Танигаки (јап. 谷垣禎一; Токио, 7. март 1945) је био министар финансија у кабинету Џуничира Коизумија.